# Zoğallıq
Zoğallıq è un comune dell'Azerbaigian situato nel distretto di İsmayıllı.